# Acrolophus baryspila
Acrolophus baryspila är en fjärilsart som beskrevs av Edward Meyrick 1931. Acrolophus baryspila ingår i släktet Acrolophus och familjen Acrolophidae. Inga underarter finns listade i Catalogue of Life.